# Psilochorema vomerharpax
Psilochorema vomerharpax là một loài Trichoptera thuộc họ Hydrobiosidae. Chúng phân bố ở miền Australasia.